# أف إل ستوديو
أف إل ستوديو (بالإنجليزية: FL Studio)‏ (المعروف قبل 2003 باسم فروتي لووبس FruityLoops) هو محطة عمل صوتيات رقمية طورته الشركة البلجيكية إيمج لاين. يمتلك البرنامج واجهة رسومية مبنية على نمط منظم الموسيقى. يتوفر البرنامج بثلاثة أنواع مختلفة لنظام مايكروسوفت ويندوز، تتضمن نسخة الفاكهة، نسخة المنتج، ونسخة حزمة المال.
تقدم إيمج لاين تحديثات مجانية دائمة للبرنامج. وتطور الشركة أيضا ذات البرنامج للهواتف الذكية تحت اسم أف إل ستوديو موبايل لأجهزة آي بود تاتش، أي فون، آي باد وأجهزة الأندرويد.

## مستخدمو البرنامج المعروفين
- باشونتر
- ألان واكر
- مارتن غاريكس

## وصلات إضافية
- الموقع الرسمي
- Official Power Users List